# Tórtora cuallarga crestada
La tórtora cuallarga crestada (Reinwardtoena crassirostris) és un ocell de la família dels colúmbids (Columbidae) que habita les zones boscoses de les illes Salomó.

## Descripció
La tórtora cuallarga crestada és un ocell gros i robust, amb una longitud de 40 a 42 cm. La característica més destacada és la cresta llarga i de color gris porpra pàl·lid fet per les plomes de textura peluda a la part superior del cap i la part posterior del coll. Aquesta cresta es manté en un angle de 45 graus quan està posada. El cap és de color gris porpra pàl·lid i la gola de color grisós pàl·lid, derivant cap color gris blavós cap al pit i el coll. Les parts inferiors, la part superior del dors i les ales són de color negre blavós més fosc, i la cua és de color negre. En alguns ocells, el pit i les parts inferiors tenen un lleuger to marró groguenc. Les rectrius (plomes exteriors de la cua) tenen una banda gris pàl·lida a la base, més ampla a les plomes més externes. L'iris és groc i envoltat per un anell de pell orbital vermella. El bec és vermellós i amb punta groga, amb una mandíbula fortament enganxada, mentre que les potes són vermelles. Els adults dels dos sexes són similars. Els joves no tenen la cresta, tenen el cap més fosc i les ales de colors més apagats, així com les vores de color rovell de la majoria de les plomes.
Tot i que l'espècie és bastant distintiva, es pot confondre amb algunes d'altres. En vol, la cresta es manté plana i és difícil de veure; en conseqüència, es pot confondre amb el colom muntanyenc de les Salomó si s'observa clarament en vol. El colom muntanyenc de les Salomóno no té cresta i té el bec més prim, les ales més llargues, la cua més curta i les parts superiors escatades.
De vegades també es pot confondre amb l'extinta goura nana; les dues espècies són extremadament diferents en aparença, però totes dues tenen crestes. Identificacions errònies de la tórtora cuallarga crestada han donat lloc a diverses afirmacions de la contínua existència de la goura nana.

### Vocalitzacions
El cant de presència de l'espècie és un xiulet com de lament: la primera nota s'eleva en to, i la segona nota és més dilatada i difuminada, primer augmenta abans de baixar. El cant és llarg i no difereix gaire en rang. És semblant al que fa el mascle quan s'exhibeix davant la femella; els mascles mouen el cap cap endavant lentament mentre canten. Les vocalitzacions es fan de vegades mentre està posat en una branca alta del dosser.

## Distribució i hàbitat
La tórtora cuallarga crestada és endèmica de l'arxipèlag de les Illes Salomó, on es troba a les valls de les illes de Bougainville, Choiseul, Santa Isabel, Kolombangara, Nova Geòrgia, Vangunu, Nggatokae, Rendova, Guadalcanal, Malaita, Makira, Tres Germanes, i Ugi. Habita als boscos secundaris i a la seva perifèria en turons escarpats i a les terres baixes, preferint boscos de turons a elevacions de 500 a 900 m. Normalment, es troba a elevacions de fins a 1.100 m, però es troba fins a 1.500 m a Guadalcanal. Es creu que és migratori, encara que això no s'ha confirmat.

## Comportament i ecologia
La tórtora cuallarga crestada es mou sol o en parelles. El vol és ràpid i directe. S'alimenta de fruits, com els dels gèneres Osmoxylon i Schefflera. Generalment, s'alimenta al dosser, però ocasionalment baixa a terra per alimentar-se. La biologia reproductiva d'aquest colom és molt poc coneguda. L'únic niu conegut es va trobar el novembre de 1995 en un penya-segat inaccessible al costat d'un riu a l'illa de Choiseul i estava fet principalment de branques. Els nius contenen un únic ou, que és incubat pels dos pares.

## Estat
La tórtora cuallarga crestada està catalogada com a gairebé amenaçada per la Unió Internacional per a la Conservació de la Natura (UICN) a la Llista Vermella de la UICN. És poc freqüent en tota la seva distribució i es presenta en densitats baixes, però l'abundància varia en diferents regions i pot ser comú localment. Està molt estèsa a Santa Isabel, bastant comú a Kolombangara, Guadalcanal i San Cristobal, i rar a Bougainville. La població no s'ha determinat, però es creu que és moderadament petita i està en declivi, principalment a causa de la desforestació generalitzada als boscos de les terres baixes de l'àrea de distribució de l'espècie. Es creu que les poblacions de les terres baixes estan disminuint ràpidament, però les de les regions més muntanyoses probablement ho fan lentament. La caça també és una amenaça per a l'espècie, encara que es creu que l'impacte sobre la població és menor.

## Taxonomia i sistemàtica
La tórtora cuallarga crestada va ser descrita originalment l'any 1856 com a Turacoena crassirostris per l'ornitòleg anglès John Gould sobre la base d'un exemplar de Guadalcanal a les Illes Salomó. Va ser traslladada per primera vegada al gènere Reinwardtoena pel zoòleg italià Tommaso Salvadori l'any 1876, encara que posteriorment altres autors van situar l'espècie com l'única espècie del gènere Coryphoenas. El nom genèric Reinwardtoena és en honor al naturalista holandès Caspar Reinwardt, combinant el nom amb la paraula del grec antic «oinas», que significa “colom”. El nom específic «crassirostris» prové de les paraules llatines «crassus», que significa “gruixut”, i «rostris», que significa “bec”.
És una de les tres espècies del gènere Reinwardtoena. És bastant diferent de les altres dues espècies del mateix gènere i es col·locava en el seu propi, Coryphoenas, abans de ser incorporada de nou a Reinwardtoena per l'ornitòleg britànic Derek Goodwin el 1983. No té cap subespècie.